# Terebratella rubiginosa
Terebratella rubiginosa är en armfotingsart som beskrevs av Dall 1871. Terebratella rubiginosa ingår i släktet Terebratella och familjen Terebratellidae. Inga underarter finns listade i Catalogue of Life.